# عمر المحضار
عمر المحضار (المتوفى 833 هـ) إمام عالم وشيخ تربية وصاحب مكانة اجتماعية كبيرة بين الناس في حضرموت، ويعتبر من أعلام السادة آل باعلوي. و«محضار» من أمثلة المبالغة أي سريع الحضور، فهو كالفرس المحضار أي الشديد الركض. كان شهيرًا في علمه وأعماله ومجاهداته وصلاحه ووجاهته. تولى نقابة السادة العلويين وأول من انتخب لها سنة 821 هـ، فزادت شهرته وعظمت حرمته وقصدته الوفود وعقدت له ألوية التصرف في الوجود. وهو من قام ببناء وتأسيس جامع المحضار بتريم.
ومن الجدير بالذكر أن الشيخ أبي بكر بن سالم سمّى أحد أبنائه بعمر المحضار، وهو الذي يرجع إليه آل المحضار العلويين، تيمنًا وتبركًا بالشيخ عمر المحضار المذكور قبله.

## نسبه
عمر بن عبد الرحمن السقاف بن محمد مولى الدويلة بن علي بن علوي الغيور بن الفقيه المقدم محمد بن علي بن محمد صاحب مرباط بن علي خالع قسم بن علوي بن محمد بن علوي بن عبيد الله بن أحمد المهاجر بن عيسى بن محمد النقيب بن علي العريضي بن جعفر الصادق بن محمد الباقر بن علي زين العابدين بن الحسين السبط بن علي بن أبي طالب، وعلي زوج فاطمة بنت محمد ﷺ.
فهو الحفيد 21 لرسول الله محمد ﷺ في سلسلة نسبه.

## مولده ونشأته
ولد بمدينة تريم في حضرموت، ونشأ مع إخوته تحت رعاية أبيه عبد الرحمن السقاف، فحفظ القرآن العظيم، وحقق علوم عصره واعتنى بكافة مراتب المعرفة المتداولة آنذاك. ثم رحل في سبيل طلب العلم والانتفاع بالعلماء إلى جهات عديدة في حضرموت واليمن وفي الحجاز. وكان أول بروز له من خلال مجاهداته الطويلة واشتهاره بذلك، ثم بتصدره للتدريس مبكرا واحتشاد العلماء والفقهاء لسماع كلامه.

## شيوخه
أخذ عن جملة من أكابر العلماء والمرشدين في تريم وغيرها، فقد رحل إلى الشحر واليمن والحجاز، ذكر منهم:
| - والده عبد الرحمن بن محمد السقاف | - أبو بكر بن محمد بلحاج بافضل |  |  |

وصحب العديد من رجال العلم والحكم والجاه منهم:
| - عبد الرحيم بن سعيد باوزير | - عبد الله بن عبد الرحمن باوزير | - جعفر بن عبد الله الكثيري |  |

## تلاميذه
اتسعت دائرة الأخذ والتلقي عن الشيخ عمر المحضار، وانتفع بعلمه المئات من كافة الأمصار، وتخرج به علماء كبار منهم:
| - ابن أخيه عبد الله بن أبي بكر العيدروس - ابن أخيه علي بن أبي بكر السكران | - ابن أخيه أحمد بن أبي بكر السكران - أحمد بن عمر بن علي باعلوي - حسين بن أحمد بن علوي باعلوي | - محمد بن عبد الله بن علي باعلوي - عبد الله بن علي باحرمي - محمد بن علي بازغيفان | - أحمد بن محمد باعباد - سعيد بن أحمد باغريب - أبو بكر بافتيل |

## توليه النقابة
ومن أعماله العظيمة في مرحلة تصدره وظهوره قدرته على جمع إخوانه السادة بني علوي تحت إطار التآخي والتآزر في ذات الله، ودعاهم لأول مرة إلى إقامة شكل من أشكال العمل المنظم الموثق بإقامة النقابة العلوية سنة 821 هـ، ووقع معهم وثيقة خطية معمدة من الدولة آنذاك، قوامها التكاتف والتعاون المشترك في إعلاء كلمة الحق وقمع صولة الباطل والأمر بالمعروف والنهي عن المنكر ونصر كل مظلوم. وبهذه الوثيقة الجامعة بدأت فعالية الشيخ عمر تسري على مجتمعه، ودخلت نقابة السادة العلويين مرحلة جديدة من مراحل التأثير العلمي والعملي في تركيبات البيوت العلوية ذاتها، ثم تركيبات الفئات الاجتماعية الأخرى.

## مآثره
ذكرت التراجم أن الشيخ عمر المحضار كان في تلك المرحلة أكثر السادة بني علوي أملاكًا وامتلاكًا للأراضي ورعايةً لزرعها وغرس نخيلها ومتابعة ثمراتها، ورتب في ناحية الساحل عددًا من السفن الشراعية للعمل في صيد السمك على أن تكون عائداتها للمصالح المرتبة في العلم والدعوة إلى الله وإعانة الفقراء والمحتاجين. وظهر له شأن ومقام من خلال انتشار سمعته في الآفاق، فكانت تُرسل إليه الأموال الكثيرة فيصرفها على الفقراء والمساكين والأرامل والأيتام، ويؤثر بيوت الأشراف بأفضل المأكل والمطعم، ويكرم الوافدين من الغرباء والسائحين للعبادة. كما اعتنى بضبط أحوال المريدين وطلاب العلم والاهتمام بتدريسهم ومعاشهم، وتوسعت في عهده دائرة الاستقبال للغرباء من خارج البلاد.
ومن مآثره في تلك المرحلة عمارته للمساجد، منها مسجده المعروف بتريم جامع المحضار، بناه وأوقف عليه نخلا وعقارا ومصالح عديدة، وبنى مسجدا آخر في نواحي الشحر بقرية تسمى عرف، وكان كثيرًا ما يقيم بها عندما يرتحل إلى الساحل، ولذلك اشتهر بصاحب عرف، وله هناك حوطة معمورة وأوقاف ومقام إلى اليوم. كما قام بتجديد ما خرب منها، مثل مسجد باعلوي بتريم. وكان الشيخ عمر قد حوط حوطًا كثيرة، فحول الشحر ثلاث حوط منها حوطة واسط بنواحي الشحر.
ومنها أنه حث السلطان جعفر بن عبد الله بن علي بن عمر الكثيري أن يتولى السلطنة لما كان يتوسم فيه من الخير وحسن الرأي، وإن كان جعفر بعيدا عن السياسة مشغولا بالتجارة والاتصال برجال الفضل. ولهذا التشجيع أثره في توليه السلطنة في بلدة بور ثم تولى السلطنة بعده سلالته.

## شعره
وله جملة من الآثار الشعرية ذات النمط الإنشادي المغنى على أصوات الحضرة ومجالس السماع المعهود لدى أهل التصوف، مثل قوله:

## ذريته
خلّف من بعده أربعًا من البنات: عائشة، وفاطمة، ومريم، وعلوية، وليس لديه عقب من الأبناء.

## وفاته
توفي بتريم يوم الاثنين الثاني من شهر ذي القعدة سنة 833 هـ وهو ساجد في صلاة الظهر، ودفن بمقبرة زنبل بجوار أهله وأسلافه.

### استشهادات
1. ↑  جمل الليل، يوسف بن عبد الله (2002). الشجرة الزكية في الأنساب وسير آل بيت النبوة. الرياض، السعودية: مكتبة جل المعرفة. ج. الأول.
2. ↑  الحبشي، أحمد بن زين (1997). شرح العينية. سنغافورة: مطبعة كرجاي المحدودة. ص. 192.
3. ↑  الحبشي، عيدروس بن عمر (2009). عقد اليواقيت الجوهرية وسمط العين الذهبية بذكر طريق السادات العلوية. تريم، اليمن: دار العلم والدعوة. ج. الثاني. ص. 1072.
4. ↑  الشلي، محمد بن أبي بكر (1982). المشرع الروي في مناقب السادة الكرام آل أبي علوي (PDF) (ط. الثانية). ج. الثاني. ص. 525. مؤرشف من الأصل (PDF) في 2020-12-04.
5. ↑  الحامد، صالح بن علي (2003). تاريخ حضرموت (PDF). صنعاء، اليمن: مكتبة الإرشاد. ج. الثاني. ص. 748. مؤرشف من الأصل (PDF) في 2019-05-31.
6. ↑  المشهور، عبد الرحمن بن محمد (1984). شمس الظهيرة (PDF). جدة، السعودية: عالم المعرفة. ج. الأول. ص. 87. مؤرشف من الأصل (PDF) في 2020-01-02.
7. ↑  خرد، محمد بن علي (2002). غرر البهاء الضوي ودرر الجمال البديع البهي. القاهرة، مصر: المكتبة الأزهرية للتراث. ص. 261، 549.
8. ↑  الشرجي، أحمد بن أحمد (1986). طبقات الخواص أهل الصدق والإخلاص. صنعاء، اليمن: الدار اليمنية. ص. 223.